# Oncidium cristatellum
Oncidium cristatellum är en orkidéart som beskrevs av Leslie Andrew Garay. Oncidium cristatellum ingår i släktet Oncidium och familjen orkidéer. Inga underarter finns listade i Catalogue of Life.